# Felícia de Sicília

Blasó de la Casa Altavilla a Sicília.

Felícia (1076 - 1102) fou una princesa normanda de Sicília. Va ser reina consort d'Hongria com a primera esposa del rei Kálmán I d'Hongria.

## Biografia
Felícia va néixer pels voltants de l'any 1076, com a filla del comte Roger I de Sicília i de la comtessa Eremburga de Mortain. Al maig de l'any 1097, es va celebrar el seu matrimoni amb el rei Kálmán I d'Hongria en la ciutat hongaresa de Székesfehérvár, cercant enfortir les relacions hongaresses i sicilianes en contra dels venecians.

La primera filla de Felícia va ser Sofia d'Hongria, la qual va néixer pels voltants de l'any 1100. Un any més tard, va donar a llum a dos fills bessonsː Ladislau i Esteve II d'Hongria; el primer va morir durant la infància, i el segon va heretar el tron del seu pare a l'any 1116. La reina consort va morir a l'any 1110 i les seves restes van ser sebollides a la Basílica de Székesesfehérvár. Un any després de la seva mort, Kálmán es va tornar a casar, prenent com esposa a Eufèmia de Kiev, la filla del príncep Vladimir II de Kiev.